# Mühlenzwang
Mühlenzwang, Mühlenbann bzw. Mahlzwang war ein im 12. Jahrhundert entstandenes grundherrliches Gewerbebannrecht. Es sicherte den Grundherren das alleinige Recht zum Bau und Betreiben einer Mühle zu (Mühlregal) und zwang die Bauern der anliegenden Gemeinden, dort ihr Getreide mahlen zu lassen.

## Hintergrund und Geschichte
Friedrich Barbarossa erließ das Gesetz 1158. Der Mühlenzwang verpflichtete alle Untertanen eines Grundherrn, ihr Getreide ausschließlich in der Kameralmühle, Zwangmühle oder Bannmühle mahlen zu lassen und sicherte somit dem Müller das über Jahrhunderte gleichbleibende Mahlgeld, das ihm von den Bauern für die Nutzung der Mühle zu entrichten war. Verstöße gegen das Bannrecht wurden mit Strafen belegt. Damit wurde ein Wettbewerb zwischen den Mühlen verhindert. Davon hatten allerdings viele Mühlenbetreiber nur wenig, da die Abgaben für das Regallehn an den Grundherrn häufig sehr hoch waren.
Der Mühlenzwang wird in der rechtshistorischen Literatur häufig so behandelt, als hätte es ihn im gesamten Heiligen Römischen Reich oder sogar darüber hinaus verbindlich gegeben. Das ist jedoch keineswegs der Fall. Häufig wurden Gesetze, die Mühlen betrafen, erst mit der Einführung des römischen Rechts erlassen. Solche Vorschriften standen regelmäßig in Zusammenhang mit einer obrigkeitlich gewollten und geplanten Wirtschaftspolitik, die häufig jedoch erst im 18. Jahrhundert oder noch später einsetzte (Amtsmühle). Ein Beispiel ist der im Kurfürstentum Sachsen im Jahre 1766 eingeführte Mahlgroschen.
Im beginnenden 19. Jahrhundert wurde mit Einführung der Gewerbefreiheit durch die Stein-Hardenbergschen Reformen 1810 in Preußen und bis 1866 im gesamten deutschen Gebiet dieses Bannrecht abgeschafft. In Österreich wurde der Mühlenbann bereits unter Joseph II. 1789 abgeschafft.

## Ähnliche Rechtsinstitute
- Der Anfailzwang räumte dem Grundherrn ein Vorkaufsrecht für Produkte seiner Bauern ein.